# Organització Nacional Mongol
Organització Nacional Mongol (Mongol National Organization) és un partit polític de Nepal que defensa els interessos de la minoria d'origen mongol al país. Està dirigit per Gopal Gurung, i demana un estat secular amb concessions a la minoria mongoloide.